# Chispa eléctrica

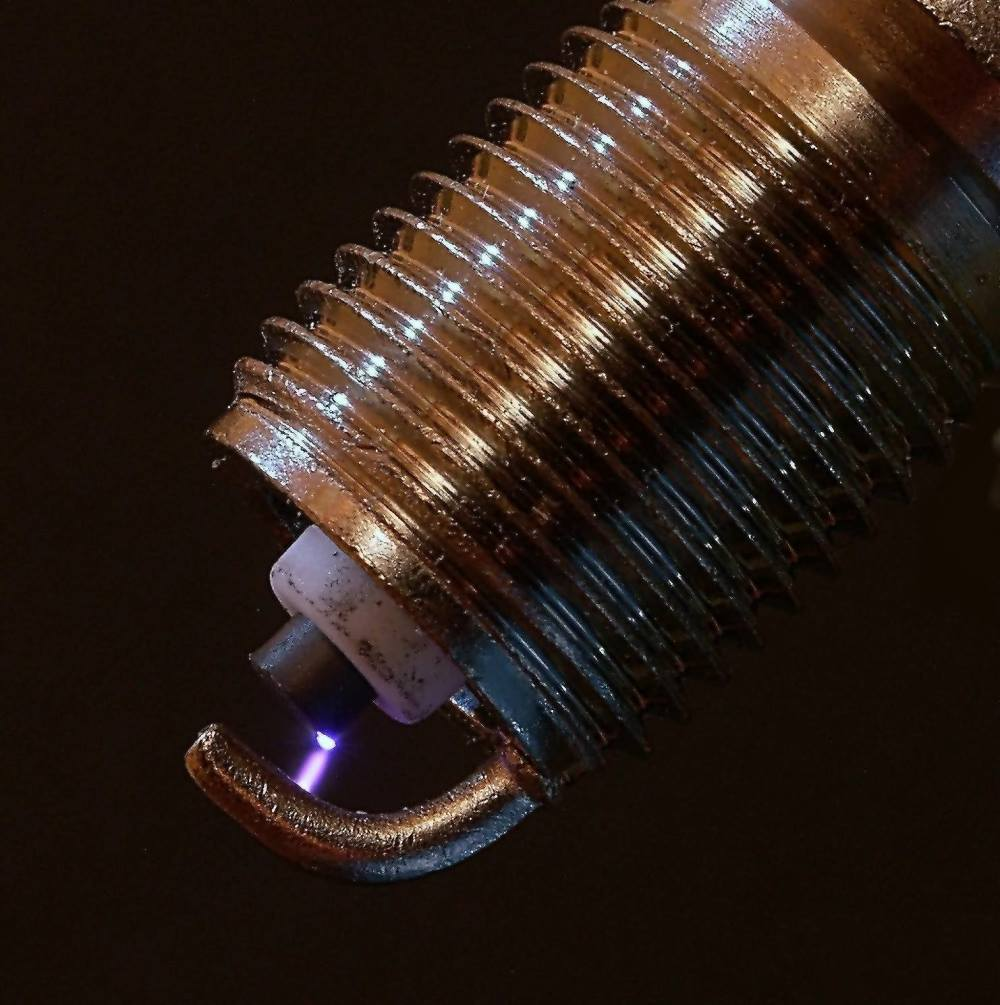
Chispa eléctrica en una bujía.

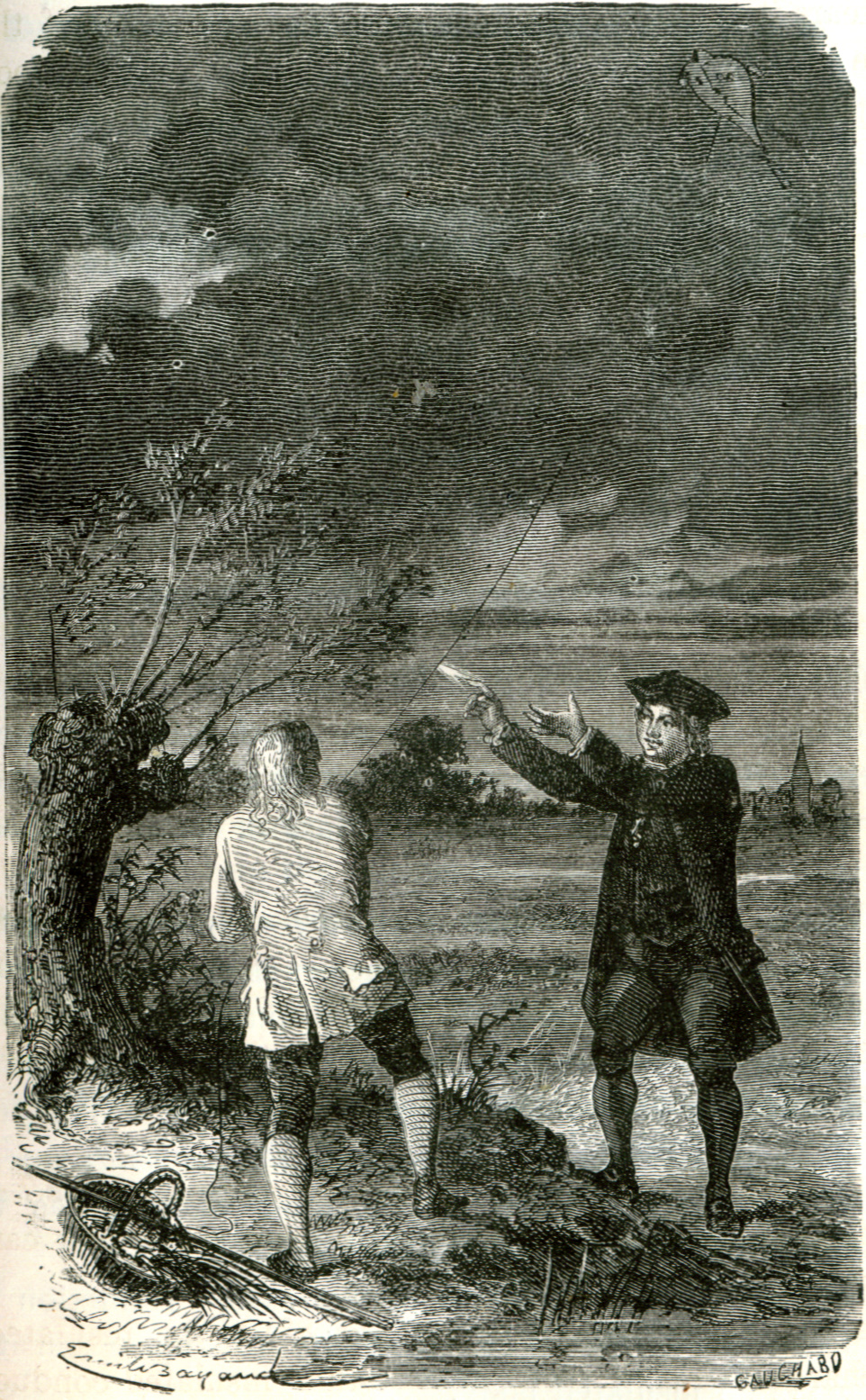
Benjamin Franklin provocando una chispa eléctrica.

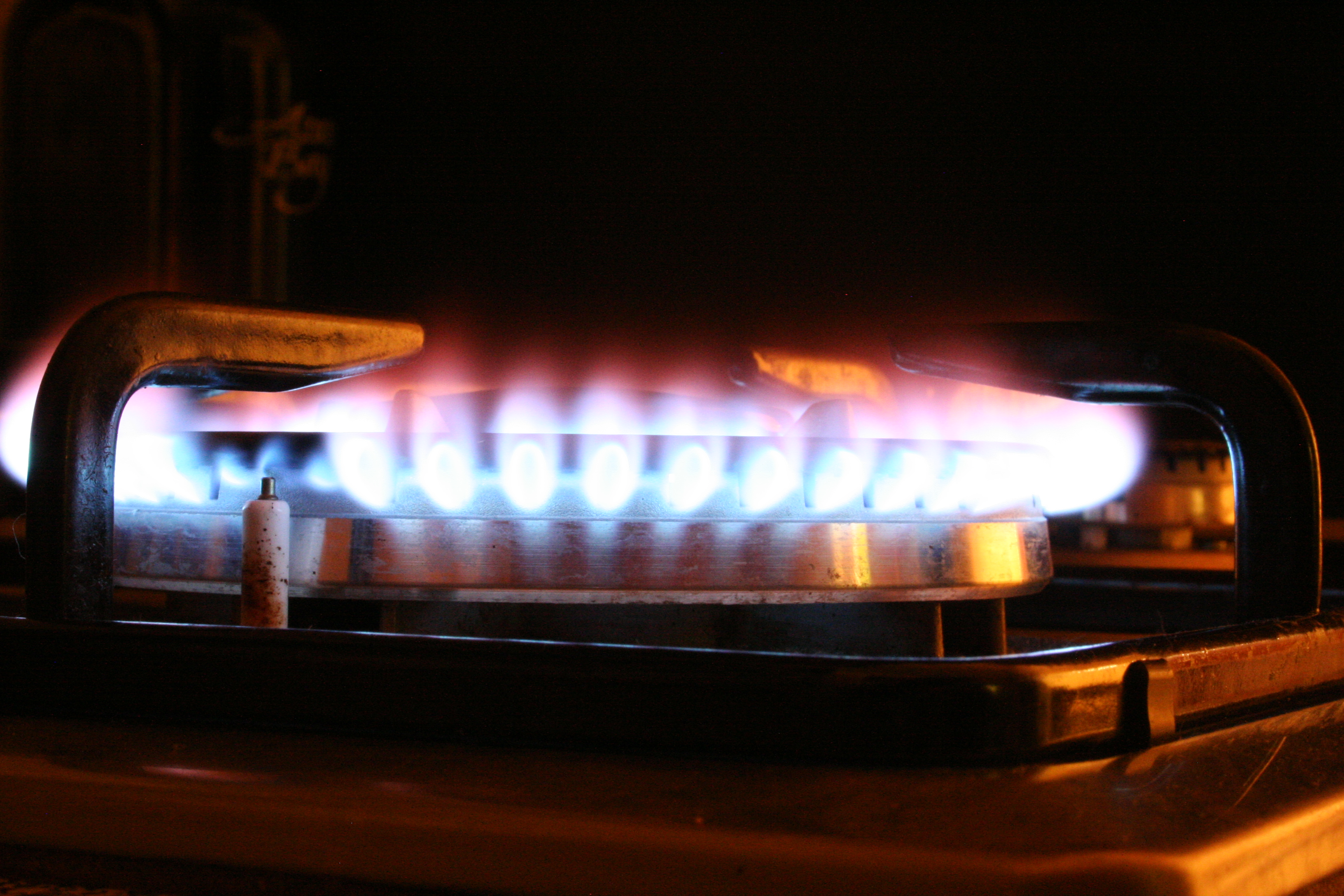
Quemador de estufa de gas. La llama la inicia una chispa eléctrica en el lado izquierdo.

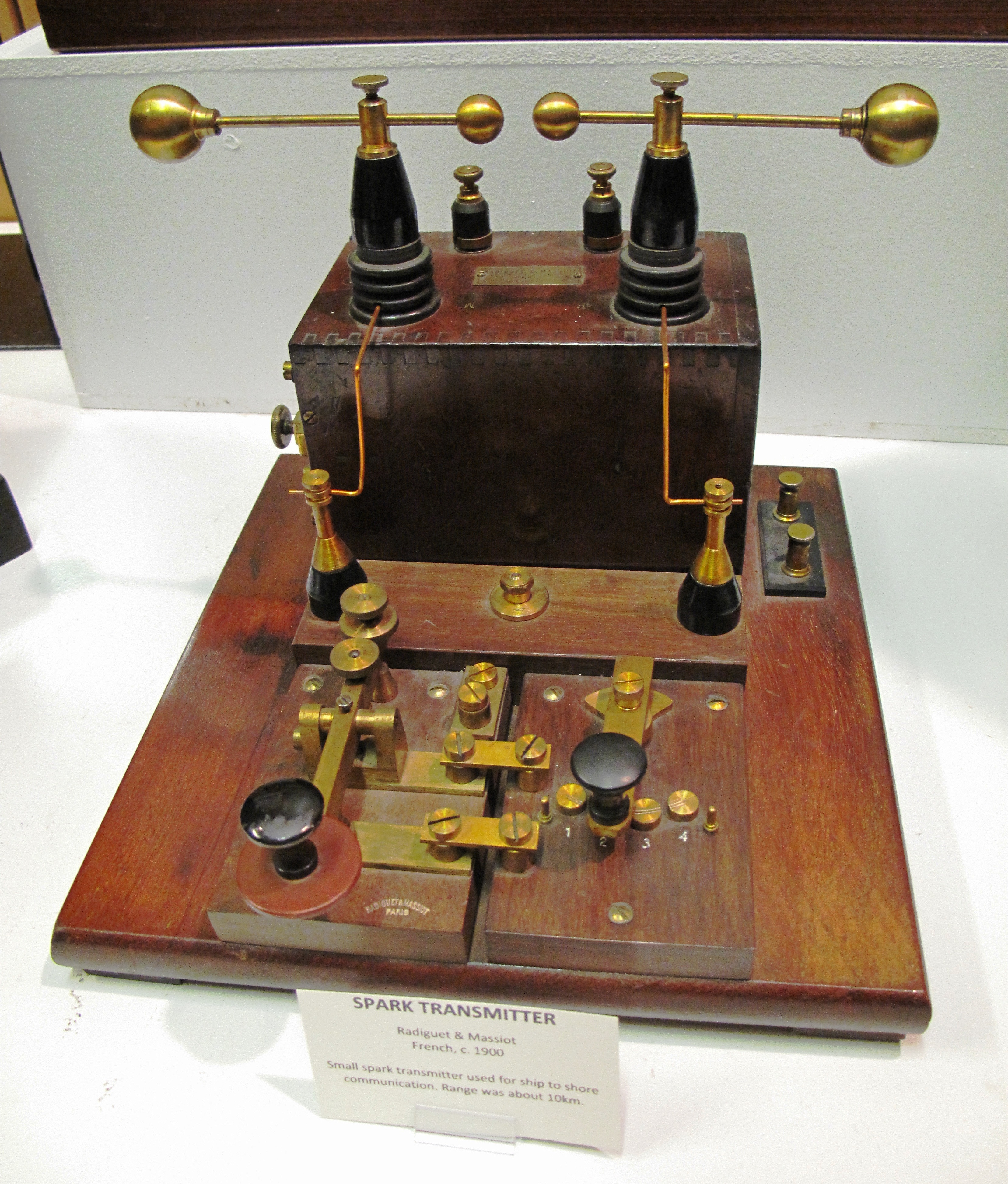
Transmisor de chispa utilizado para establecer comunicación hasta 10 km (c. 1900).

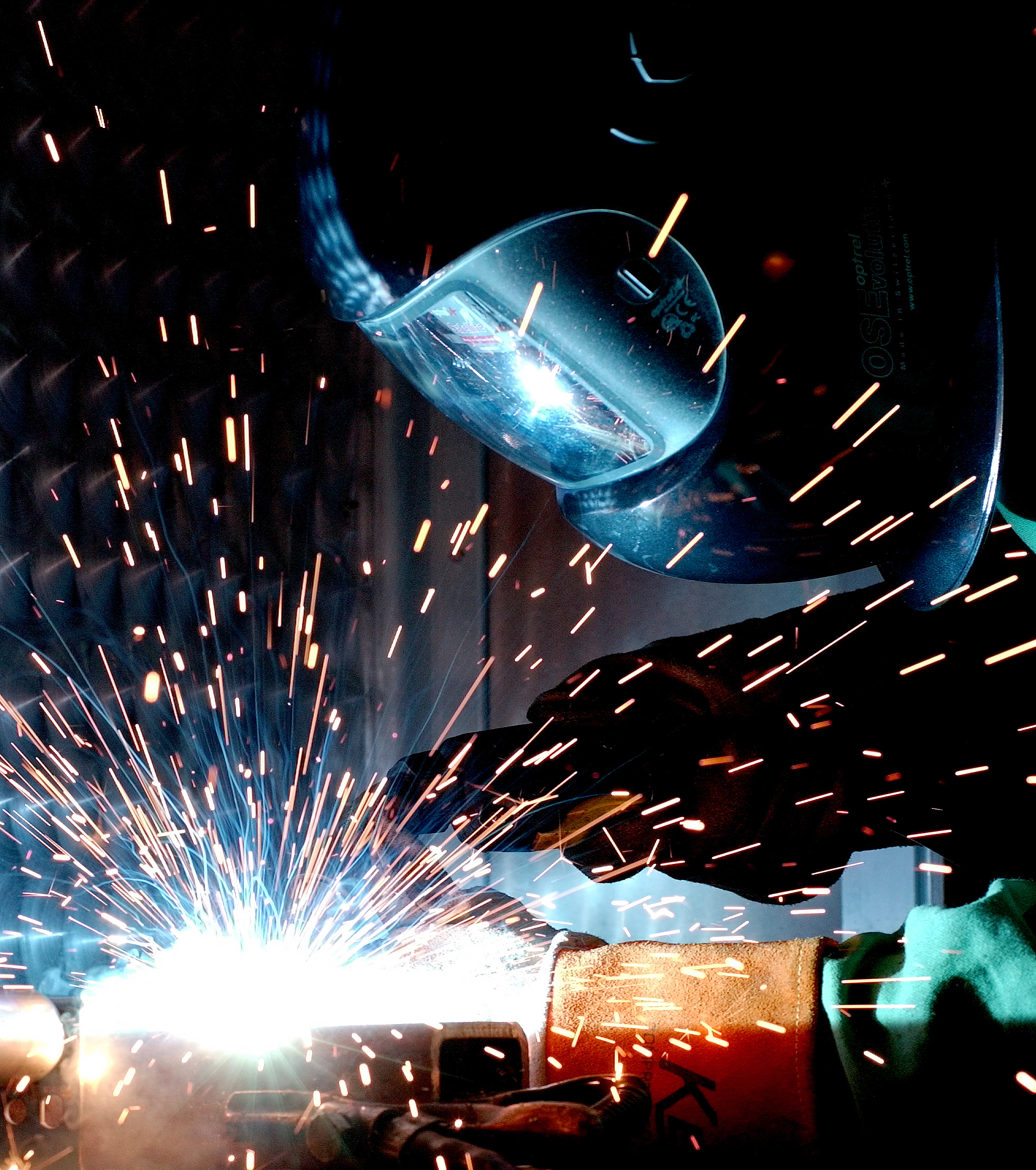
Soldadura por arco

Una chispa eléctrica es una descarga eléctrica repentina que ocurre cuando un campo eléctrico suficientemente alto crea un canal conductor ionizado eléctricamente en un medio normalmente aislante, que suele ser aire, otros gases o diversas mezclas de gases.
La transición rápida desde un medio no conductor a un estado conductor produce una breve emisión de luz y un sonido agudo o como un chasquido. Una chispa se crea cuándo el campo eléctrico aplicado supera la rigidez dieléctrica del medio en el que se produce. Para aire, la rigidez dieléctrica es aproximadamente 30 kV/cm a nivel de mar. Al comienzo, electrones libres del vacío (procedentes de rayos cósmicos o radiación de fondo) se aceleran por el campo eléctrico. Al ir chocando con las moléculas de aire se crean iones adicionales y se vuelven a liberar electrones que también se acelereran. En ciertas regiones del aire, el aumento exponencial de iones y electrones origina rápidamente el vacío y se convierten en zonas conductoras de electricidad en un proceso llamado chisporroteo. Una vez roto el vacío, la corriente eléctrica está limitada por la carga disponible (en el caso de una descarga electrostática) o por la impedancia de la fuente de alimentación externa.  Si la fuente de alimentación continúa suministrando energía, la chispa evolucionará a un caudal continuo llamado arco eléctrico.  Una chispa eléctrica también puede producirse dentro de sólidos o líquidos aislantes, pero los mecanismos de desglose son significativamente diferentes que para las chispas producidas en gases.
El relámpago es un ejemplo de una chispa eléctrica producida en la naturaleza, mientras diversas chispas eléctricas, grandes o pequeñas, se producen en objetos artificiales hechos con esa finalidad, pero en ocasiones se producen por accidente.

## Historia
Alrededor de 600 AC, el filósofo griego Tales de Mileto observó que el ámbar podría ser electrificado al ser frotado con una tela y entonces atraer otros objetos y producir chispas. En 1671, Leibniz descubrió que las chispas estaban asociadas con fenómenos eléctricos. En 1708, Samuel Wall efectuó experimentos con el ámbar frotando con telas para producir chispas. En 1752, Thomas-François Dalibard y Benjamin Franklin independientemente demostraron que el relámpago y la electricidad eran equivalentes. En el conocido experimento del cometa de Franklin, obtenía chispas de una nube durante una tormenta.

## Usos